# ليونيل روميرو
ليونيل روميرو (بالإسبانية: Leonel Romero)‏ (28 يناير 1987 ببيرو - ) هو لاعب كرة قدم بيروفي في مركز الوسط. لعب مع نادي غراسهوبر زيوريخ ونادي فولن وSC Young Fellows Juventus ‏.

## وصلات خارجية
- ليونيل روميرو على موقع قاعدة بيانات كرة القدم.إي يو (الإنجليزية)